# 음죽 이씨
음죽 이씨(陰竹李氏)는 경기도 이천시 음죽군을 본관으로 하는 한국의 성씨이다. 시조는 고려에서 밀직사사(密直司事)를 지낸 이방서(李方瑞)이며, 그의 손자 이헌조(李憲兆)가 평장사(平章事)를 지내며 음죽에 정착했다.

## 참고 자료
- “음죽이씨(陰竹李氏)”. 뿌리를 찾아서.[깨진 링크(과거 내용 찾기)]